# Salix subopposita
Espèce
Classification APG III (2009)
Salix subopposita, le Saule nain, est une espèce de plantes à fleurs de la famille des Salicaceae. C'est un saule natif du sud du Japon et de Quelpaert Island en Corée du Sud.

## Synonymie
- Salix sibirica var. subopposita (Miq.) C.K.Schneid[2].

## Description
Salix subopposita est un petit buisson aux feuilles caduques. Sa floraison en fait une espèce particulière, trouvée en jardinerie. Les chatons apparaissent en mars-avril.